# Антон Кутев
Антон Константинов Кутев е български политик от Българската социалистическа партия, народен представител (БСП) в XLI, XLII и XLIV народно събрание, говорител на първото (12 май — 16 септември 2021 г.) и второто (16 септември — 13 декември 2021 г.) служебни правителства на Стефан Янев и на служебното правителство на Гълъб Донев (от 2 август 2022 година).

## Биография
Антон Кутев е роден на 13 септември 1968 година в град София. Негов чичо е композиторът Филип Кутев. Завършва специалност „Изкуствознание“ в Художествената академия. Учил е „Икономика на киното и телевизията“ в Московския киноинститут. В периода от 2003 до 2007 г. следва „Европейска публична администрация“ в Софийски университет.
Владее английски и руски език. Член е на националния съвет на Национално движение „Русофили“.

### Политическа кариера
През 2003 г. става съветник на БСП в Столичната община. През 2007 г. е избран за говорител на БСП. При управлението на тройната коалиция в продължение на 3 години е член на съвета на директорите на ЧЕЗ. По-късно става секретар на Изпълнителното бюро на БСП.
На парламентарните избори през 2009 г. е избран за народен представител от „Коалиция за България“ в XLI народно събрание от 20 МИР Силистра. Член на „Комисия по културата, гражданското общество и медиите“.
На парламентарните избори през 2013 г. е избран пак за народен представител от „Коалиция за България“ в XLII народно събрание от 20 МИР Силистра. Член на  „Комисия по културата и медиите“ и „Комисия по труда и социалната политика“.
На предсрочните парламентарни избори през 2017 г. е избран отново за народен представител от „БСП за България“ в XLIV народно събрание от 25 МИР София. През 2017 до 2019 г. е заместник-председател на парламентарната група. От 2017 до 2019 г. е председател на „Комисия по взаимодействието с неправителствените организации и жалбите на гражданите“. Член на „Комисия по външна политика“ и на „Комисия по околната среда и водите“
Говорител на първото (12 май — 16 септември 2021 г.) и второто (16 септември — 13 декември 2021 г.) служебни правителства на Стефан Янев.
На 17 февруари 2022 г. напуска Националния съвет на БСП. От 30 март същата година е съветник на президента Румен Радев по парламентарните въпроси.
Говорител на служебното правителство на Гълъб Донев (от 2 август 2022 година).